# Cassida azurea
Cassida azurea es un coleóptero de la familia Chrysomelidae.
Fue descrita científicamente por primera vez en 1801 por Fabricius. Se encuentra en Europa y norte de Asia. Ha sido introducida a Norteamérica como control biológico de la planta Silene vulgaris considerada una plaga invasora.